# Трутнево (Псковская область)
Тру́тнево — деревня в Гдовском районе Псковской области России. Входит в состав Юшкинской волости Гдовского района.
Расположена на берегу реки Куна, в 18 км к юго-востоку от Гдова и в 6 км от волостного центра Юшкино.

## Население
| 2001 | 2002 | 2010 |
| ---- | ---- | ---- |
| 329  | ↘281 | ↘207 |

Численность населения деревни по оценке на 2000 год составляет 329 жителей.

## История
С середины XIX века началось массовое переселение эстонцев на восточный берег Чудского озера — на Гдовщину — где они обрели новую родину. В основном переселенцы направлялись в эти края из северной части Дерптского уезда. Большинство эстонцев-переселенцев в деревню Трутнево происходило из прихода Кодавере. Первые эстонцы поселились здесь уже в 1860-х годах. К 1915 году в Трутнево насчитывалось около 40 эстонских хуторов. Примерно в 1880 году здесь открыли эстонскую школу. В 1931 году активисты трутневского колхоза «Кийр» провели несколько лекций о льняном волокне. Весной 1931 года был организован Трутневский эстонский национальный сельсовет.
Несмотря на русификацию, эстонцы Гдовщины сохраняли в то время элементы народной культуры, самосознание и родной язык в течение длительного времени.

## Известные уроженцы
Иванов, Алексей Иванович — член-корреспондент РАН, профессор РАН, российский учёный в области земледелия, мелиорации, агрохимии и почвоведения. Главный научный сотрудник Агрофизического НИИ в Санкт-Петербурге, доктор сельскохозяйственных наук.